# ÖBB 4020
Die Triebwagen der Reihe 4020 der Österreichischen Bundesbahnen (ÖBB) sind von Simmering-Graz-Pauker entwickelte elektrische Nahverkehrs-Triebzüge. Im engeren Sinn ist 4020 die Bezeichnung der Triebwagen, die Steuerwagen werden als Reihe 6020 und die Zwischenwagen als Reihe 7020 bezeichnet. Sie sind die zweite Generation der Wiener-Schnellbahn-Züge, sie wurden jedoch auch im Regionalverkehr in ganz Österreich eingesetzt. Der Einsatz im Planverkehr begann im Dezember 1978, hergestellt wurden die Garnituren im Werk Graz der SGP.

## Geschichte

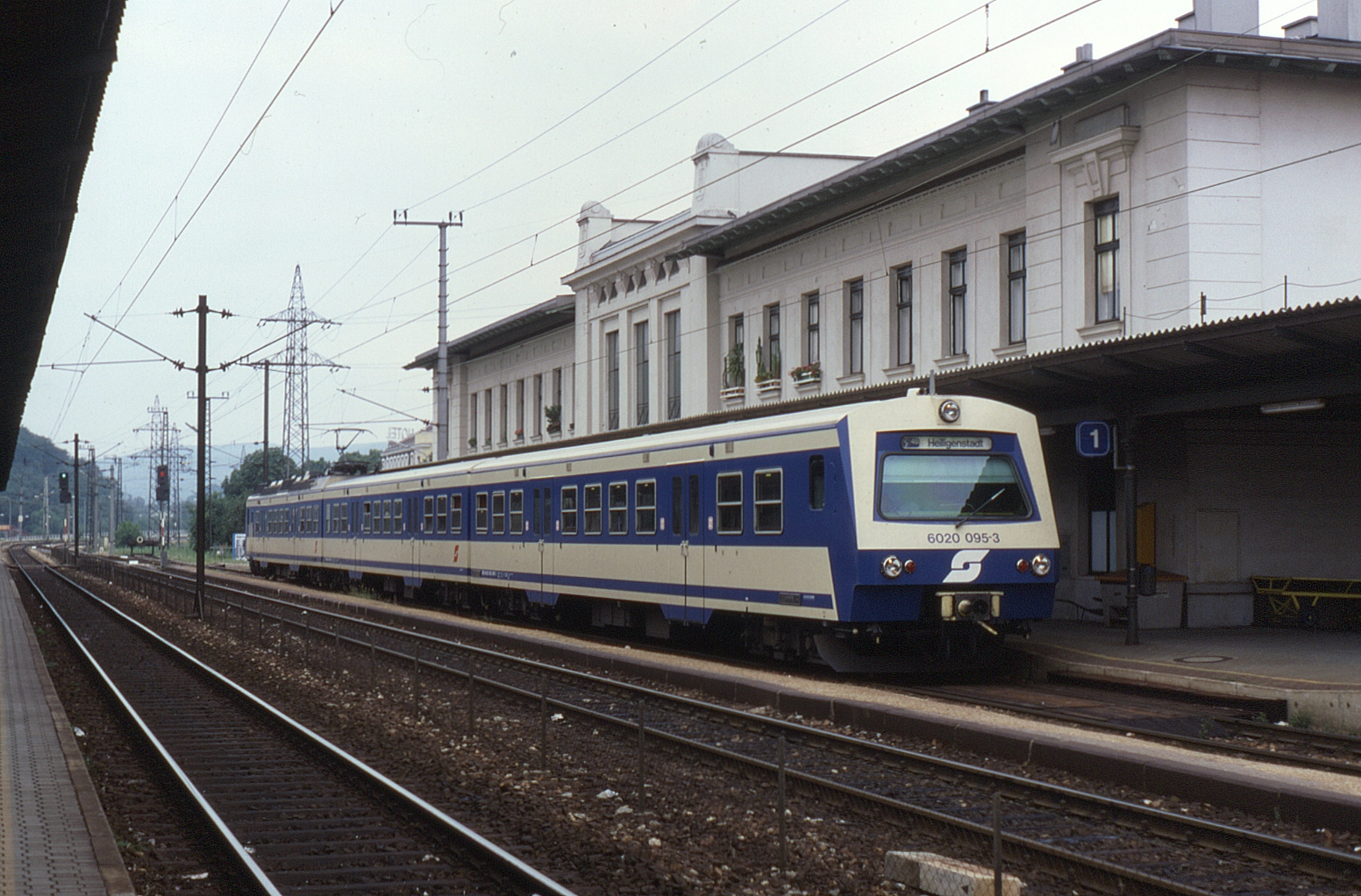
Steuerwagen 6020 095 in der ursprünglichen Farbgebung.

### Vorgeschichte
Mitte der 1970er beschloss die ÖBB die Beschaffung neuer Fahrzeuge für den Nahverkehr in Ballungsräumen, insbesondere aber für die Schnellbahn Wien. Nach mehreren Versuchsfahrten mit Triebwagen anderer Bahnverwaltungen (unter anderem der DB-Reihe 420) gaben die ÖBB in mehreren Serien insgesamt 120 dreiteilige Garnituren der Reihe 4020 für den Verkehr auf der Wiener Schnellbahn sowie den Regionalverkehr in Ballungsgebieten wie dem Tiroler Inntal und dem Großraum Linz, bei SGP in Auftrag. Bei der Planung der Reihe 4020 orientierte man sich am Konzept der älteren Reihe 4030, beschritt aber sonst völlig neue Wege: So erhielten die Triebwagen der Reihe 4020 eine Thyristorsteuerung und Mischstrommotoren, leistungsfähige elektrische Widerstandsbremsen sowie wiegenlose Drehgestelle mit Luftfederung. Die elektrische Ausrüstung lieferte wie zu dieser Zeit üblich die Arbeitsgemeinschaft BES, bestehend aus den Firmen Brown-Boveri, ELIN und Siemens unter Federführung von Siemens. Am Fabrikschild des jeweiligen Fahrzeug wurde jene Elektrofirma angegeben, die für die elektrische Inbetriebnahme verantwortlich war. Das Design der Fahrzeuge verantwortete Johann Benda, der zuvor schon die Triebwagenzüge der Reihe 4010 gestaltete.

### Einsatzbeginn
Nach ersten Probefahrten im Oktober 1978 kamen die Triebwagen ab Dezember 1978 (Zulassungsfahrt 4020.01 am 1. Dezember 1978) zum ersten Mal im Probebetrieb auf der späteren Linie S80 zum Einsatz. Nach Probefahrten in Tirol kam es ab Frühjahr 1979 zu den ersten Einsätzen auf der Stammstrecke vornehmlich in Richtung Stockerau.
Nach Inbetriebnahme der ersten Serie (4020.01–40) stellte sich heraus, dass die von der Reihe 4030 übernommenen Rotationskompressoren zur Druckluftversorgung der sehr verbrauchsstarken Luftfederung nicht ausreichten, weshalb man ab der Einheit 4020.41 Schraubenkompressoren verwendete. Jedoch konnten die Probleme bei der Druckluftversorgung erst mit dem Einsatz von schweren Kolbenkompressoren ab der Einheit 4020.81 dauerhaft beseitigt werden. Später wurden alle Rotationskompressoren durch Kolbenkompressoren ersetzt.

### Umbauten
Mit Wiedereröffnung der Vorortelinie im Jahr 1987 wurden die Triebwagen 4020 095 bis 100 für den zugbegleiterlosen Betrieb mit einer Türraumüberwachung mit Lichtschranken ausgestattet.
Der im Jahr 1991 in Süßenbrunn verunglückte Triebwagen 4020 006 wurde als erster Triebwagen einer Hauptausbesserung unterzogen, bei der bereits einige Umbauten der ab 1993 durchgeführten Hauptausbesserung erprobt wurden. Aufgrund der während der langen Instandsetzung fehlenden weiteren zwei am Unfall beteiligten Fahrzeuge der Reihe 4020 kam in den folgenden Monaten auch eine der beiden Unfall-Garnituren, der 4020 056, als zweiteilige Garnitur zum Einsatz. Dieser verkehrte auf der Linie S80 oder als Regionalzug zwischen Gramatneusiedl und Wampersdorf.
In den Jahren ab 1993 erfolgte bei allen Triebwagen eine Hauptausbesserung, die sowohl technisch als auch äußerlich an der geänderten Lackierung erkennbar waren. Teile der Arbeiten wurden aber bereits bei allen Triebwagen auch ohne Hauptausbesserung durchgeführt.
Ab 2002 wurden die zu diesem Zeitpunkt bereits umgebauten Triebwagen mit einer Notbremsüberbrückung (NBÜ) ausgestattet, die anderen erhielten sie bei der folgenden Hauptausbesserung.
Für einen zugbegleiterlosen Probebetrieb in Doppeltraktion musste ab 2011 eine Zugbildeüberwachung eingebaut werden, da es durch Bahnfrevel zu für den Triebfahrzeugführer nicht angezeigten Zugtrennungen gekommen war.
Für den dauerhaften 0:0-Betrieb wurden ab 2016 die Türgriffe und die Türsteuerung erneut umgebaut, dabei wurden auch TSI-konforme Warnsysteme installiert.

## Details

### Unterscheidung der einzelnen Fahrzeuge
Bei der Reihe 4020 handelt es sich um dreiteilige Einheiten, bestehend aus je einem Trieb- (4020), Zwischen- (7020) und Steuerwagen (6020). Die Fahrzeuge tragen zudem die Gattungsbezeichnungen B4hET (4020), B4hTl (7020) und B4hES (6020). Jeder dieser Wagen ist mit je zwei breiten Einstiegen mit zentral schließbaren Schwenkschiebetüren mit pneumatischer Öffnungshilfe pro Wagenseite versehen.

### Ausstattung

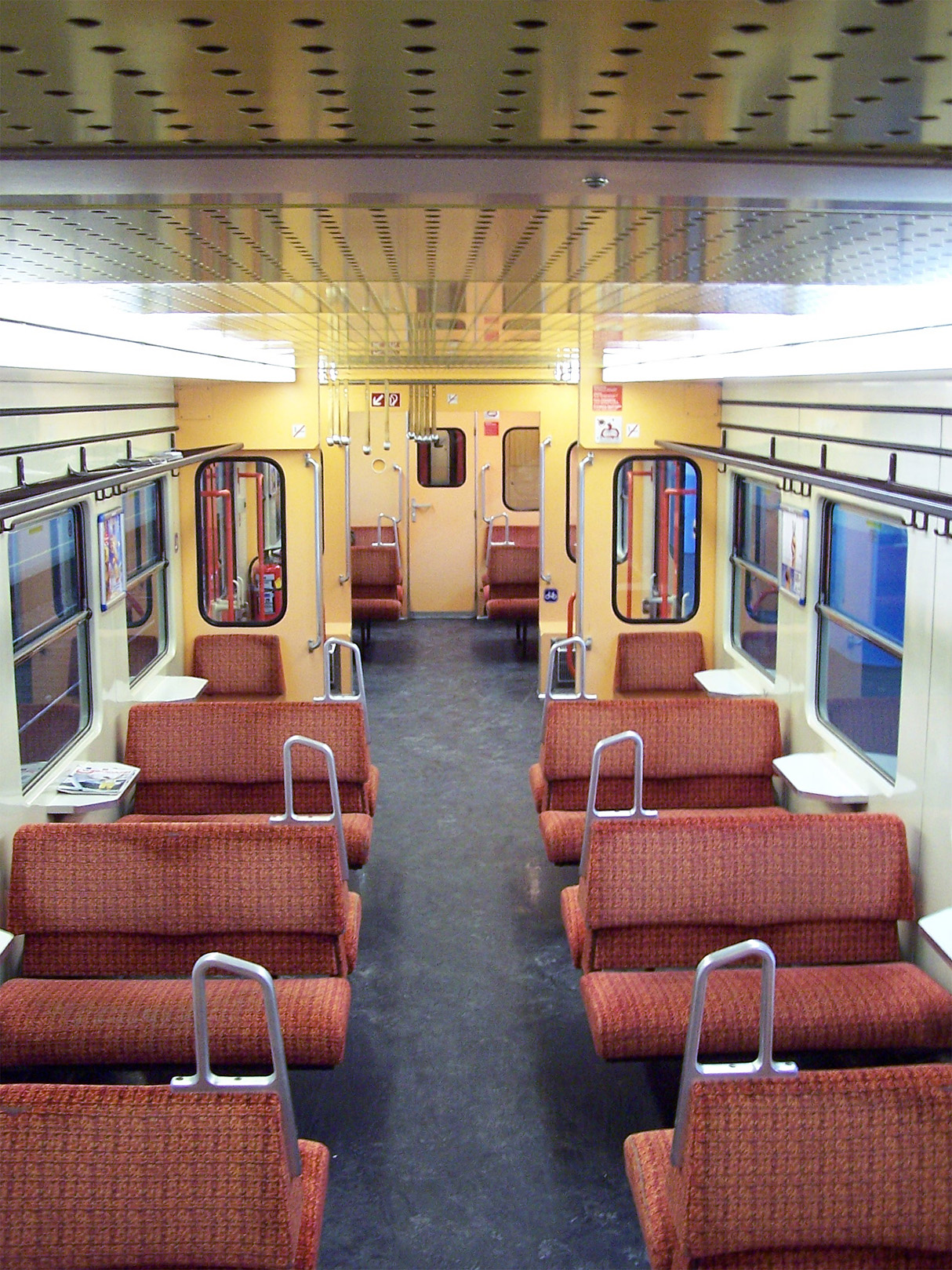
Ursprüngliche Innenausstattung des Zwischenwagens 7020 115 mit Tischen für Vorarlberg.

Die in Großraumbauweise gestaltete Inneneinrichtung ist mit breiten, weichen Sitzbänken in der Anordnung 2+2 mittlerweile sehr komfortabel ausgestattet. Früher sorgten die niedrigen Sitze ohne Kopfstützen oftmals für Kritik, da die Vorgänger der Reihe 4030.2 bereits ab Beginn der Inbetriebnahme der Reihe 4020 mit Kopfstützen ausgestattet wurden, da sie für den Einsatz als Ersatz für lokbespannte Regionalzüge außerhalb Wiens nachgerüstet wurden. Die Sitzbezüge und die ab 1993 nachgerüsteten Kopfstützen wurden allerdings bereits mehrmals durch neue ersetzt, dabei wurden auch die an den Enden vorhandenen Nackenstützen der ersten Kopfstützen wieder entfernt.
Über dem Mistkübel waren bei den Garnituren mit den Nummern 100 – 120 Tische angebracht, die jedoch teilweise entfernt wurden, eingesetzt wurden diese Anfangs hauptsächlich in Vorarlberg.

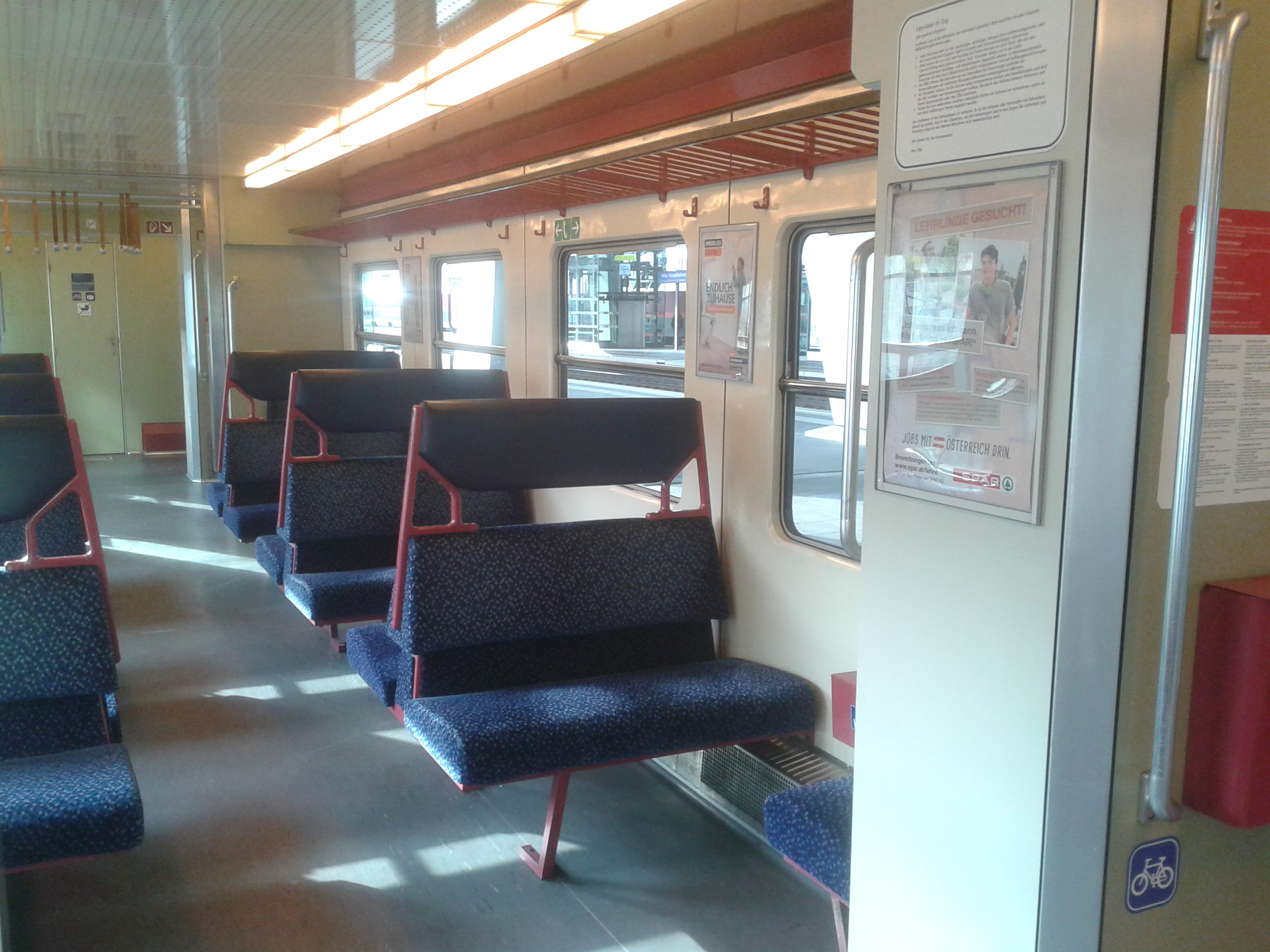
Innenraum eines 4020 mit grünen Innenwänden und Kopfstützen

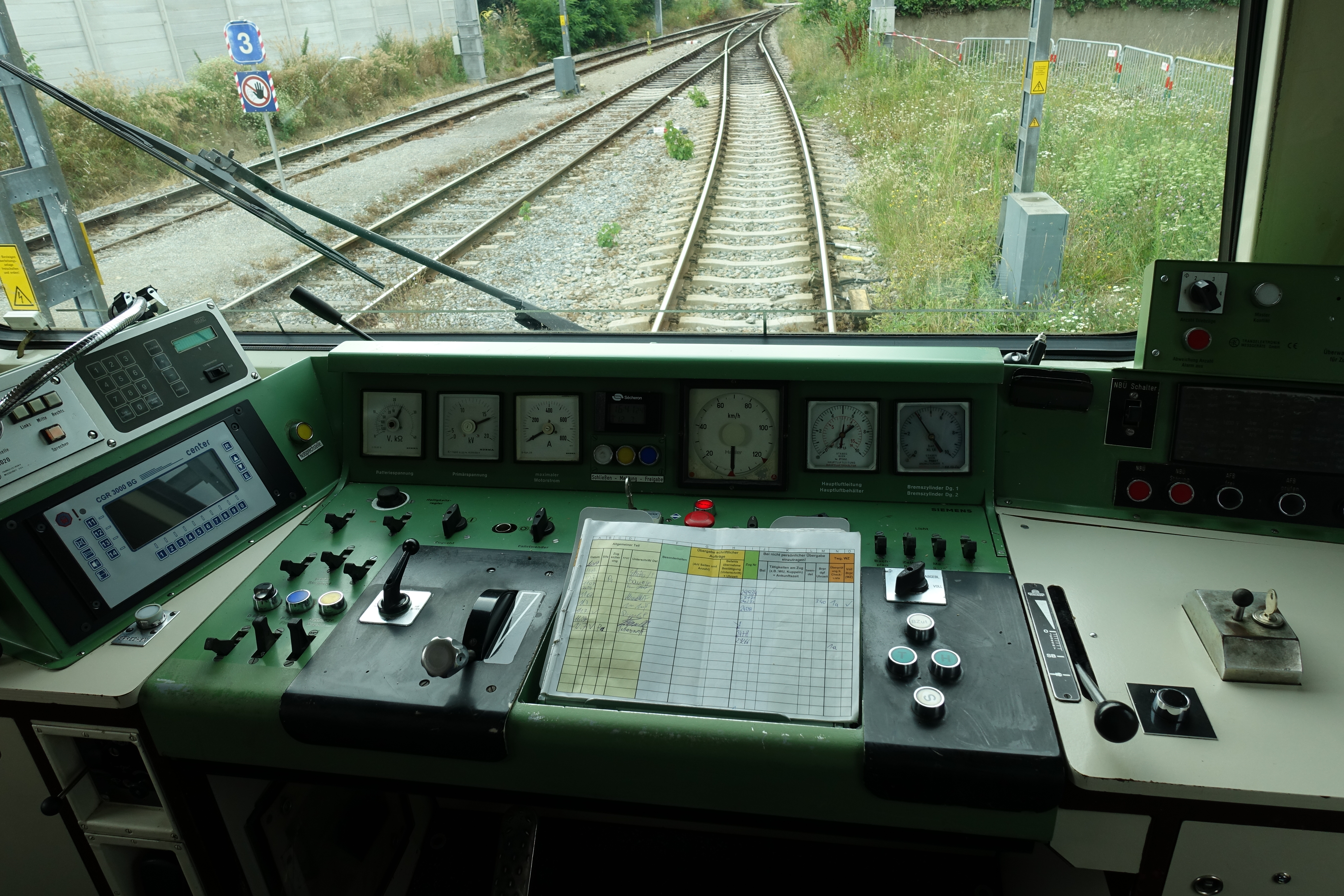
Führerstand eines 4020

Die grünen Wandverkleidungen der ersten Serie (4020.01-40) wurden bei den neueren Serien schon vom Hersteller durch die zuvor werksseitig bei der Einheit 4020.19 erprobten orangen ersetzt. Die ebenfalls am 4020.19 vorhandene geänderte Scheinwerferanordnung sowie die abweichende Lackierung mit blauem Dach setzten sich nicht durch. Zudem hatten die Einheiten 4020.01 bis 40 Einstiegstrittbretter, diese entfielen ab der Einheit 4020.41.
Für den schnellen Fahrgastwechsel sind die Einstiegsräume mit einer Breite bis 2600 mm sehr groß gestaltet. Die Einstiegstüren sind zweiflügelig als Schwenkschiebetüren und druckluftbetätigt ausgeführt. Die lichte Breite von ihnen beträgt 1400 mm. Die Freigabe und das Schließen der Türen erfolgen zentral von den Führerständen aus. Erst nach der Freigabe können sie von den Reisenden durch kurzes Ziehen am Schnappgriff geöffnet werden. Zwei Trittstufen befinden sich im Türbereich. Ursprünglich hatten die Fahrzeuge eine seitenselektive Türsteuerung ohne automatische Türschließung, die Türen wurden nach der Abfertigung durch den Triebfahrzeugführer geschlossen (ähnlich wie bei der Wiener U-Bahn). Um das Auskühlen des Fahrgastraumes bei den längeren Wendeaufenthalten zu vermeiden, war bei jeder Tür ein Taster angebracht, mit dem die Tür geschlossen werden konnte.
Die Fenster im Großraumabteil besitzen eine Breite von 1180 mm und sind als Übersetzfenster ausgeführt, die Scheiben bestehen aus Sicherheitsglas. Der Fahrgastraum in den Triebwagen wird über Luftschächte in Verbindung mit der Ansaugung durch die Maschinenlüfter belüftet. Die Belüftung der antriebslosen Wagen erfolgt über Dachlüfter. Die Beheizung der Fahrgasträume erfolgt mit Widerstandsheizkörpern, die früher stufenlos von den Fahrgästen regelbar waren oder auf Dauerbetrieb eingestellt werden konnten. Mittlerweile wird die Heizleistung über ein Thermostat geregelt, kann jedoch bei Bedarf noch vom Triebfahrzeugführer reguliert werden. Die Führerstände werden mit einer Warmluftheizung beheizt. Zusätzlich besitzen sie große Frontscheiben mit getöntem Glas und einen Rollvorhang. Zur Ausstattung der Führerstände gehören ferner eine Kochplatte sowie ein Kühlfach (nur 6020).

### Toiletten
Ursprünglich waren die Zwischenwagen als Raucherwagen ausgewiesen und verfügten an jedem Wagenende eine Fallrohr-Toilette. Gegenüber dieser Toilette befand sich ein vom restlichen Großraum abgetrenntes Vierer-Abteil.

Im Zuge der Hauptausbesserungen ab 1993 wurden die Toiletten an einem Wagenende zusammengelegt, da die Zwischenwagen mittlerweile auch als Nichtraucherbereich ausgewiesen wurden. Ursprünglich war geplant, alle WCs auf ein geschlossenes System umzurüsten, diese Umrüstung wurde im Zuge der Hauptausbesserung vorbereitet, bei den meisten Garnituren jedoch nicht durchgeführt. Mit der Zeit wurden die rechte Fallrohrtoilette allerdings ausgebaut, wodurch die nicht auf Vakuum-WC umgerüsteten Triebzüge nur noch ein einziges WC aufweisen.

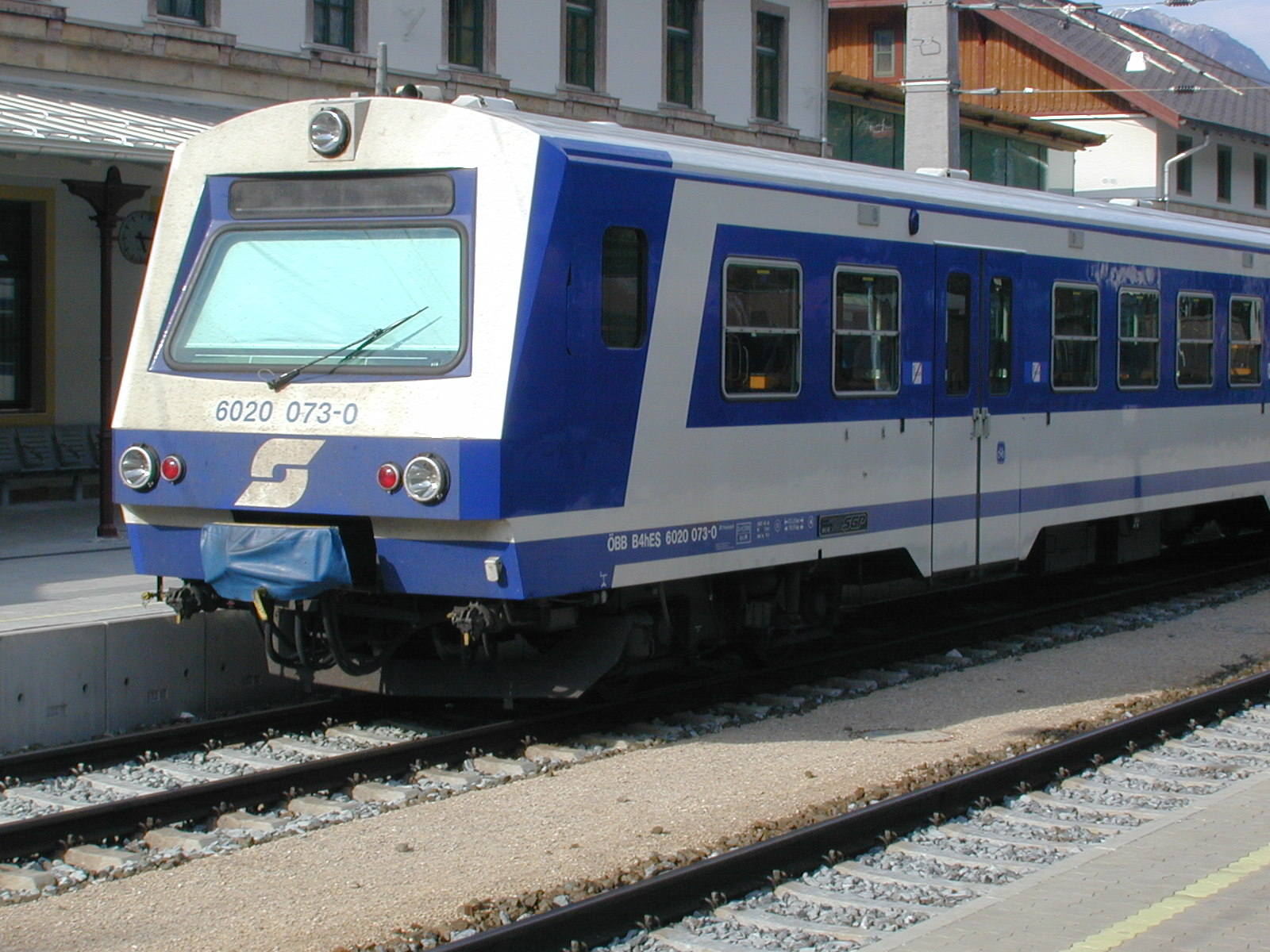
Steuerwagen 6020 073 in Landeck, deutlich erkennbar die durchgeführte Hauptausbesserung

### Modernisierung
Im Rahmen der ab 1993 durchgeführten Hauptausbesserungen wurden die Einheiten in vielen Details modernisiert: Die Rollbandanzeigen zur Zielanzeige mit ihrer charakteristischen blauen Schrift auf weißem Grund wurden durch Matrixanzeigen ersetzt. Die Innenrollbänder mit dem Linienverlauf wurden ebenfalls entfernt und sämtliche Rollbandanzeigen ab den 2000er Jahren ausgebaut, da die Steuergeräte nicht mit denen der Matrixanzeigen kompatibel waren. Die Türen aller Garnituren wurden mit Türraumüberwachungen mit Lichtschranken ergänzt, wie sie zuvor nur an den auf der Vorortelinie in Wien eingesetzten Garnituren vorhanden war. Zudem wurde eine automatische zeitabhängige Türschließung realisiert. Auch verhinderte von nun an eine Anfahrsperre das Anfahren mit noch geöffneten Türen, was für die Ausweitung des Einmannbetriebes (0:0-Betrieb) notwendig war. Der Innenraum wurde modernisiert sowie die Lackierung leicht abgeändert (Grauweiß statt Elfenbein). Die Sitzbezüge waren fortan blau/violett gemustert, die zuvor blutorangenen Türbereiche sowie die braunen Gepäckträger und Mistkübel verkehrspurpur. Die Einheiten 4020 281, 283, 294, 296, 297, 299, 300 und 310 bis 320 wurden ab 2004 auch in das bei den ÖBB zu dieser Zeit für den Nahverkehr vorgesehene rot/graue Schrägdesign umlackiert, welches zudem eine Änderung der Innenausstattung in Grau/Blau (statt Purpur) und neue Beschriftungen und Piktogramme mit sich brachte. Manche wurden jedoch sparsam modernisiert und erhielten zwar graue Gepäckträger und Sitzrahmen, aber keine grauen Wandverkleidungen. Die Einheiten 4020 215 und 233 wurden einige Jahre nach ihrer Hauptausbesserung in das Schrägdesign umlackiert. Aus diesem Grund behielten sie auch die Inneneinrichtung der ersten Modernisierung. Sie waren auch die einzigen Garnituren, die alle 3 Lackierungen trugen. (Elfenbein, Grauweiß und Schrägdesign)

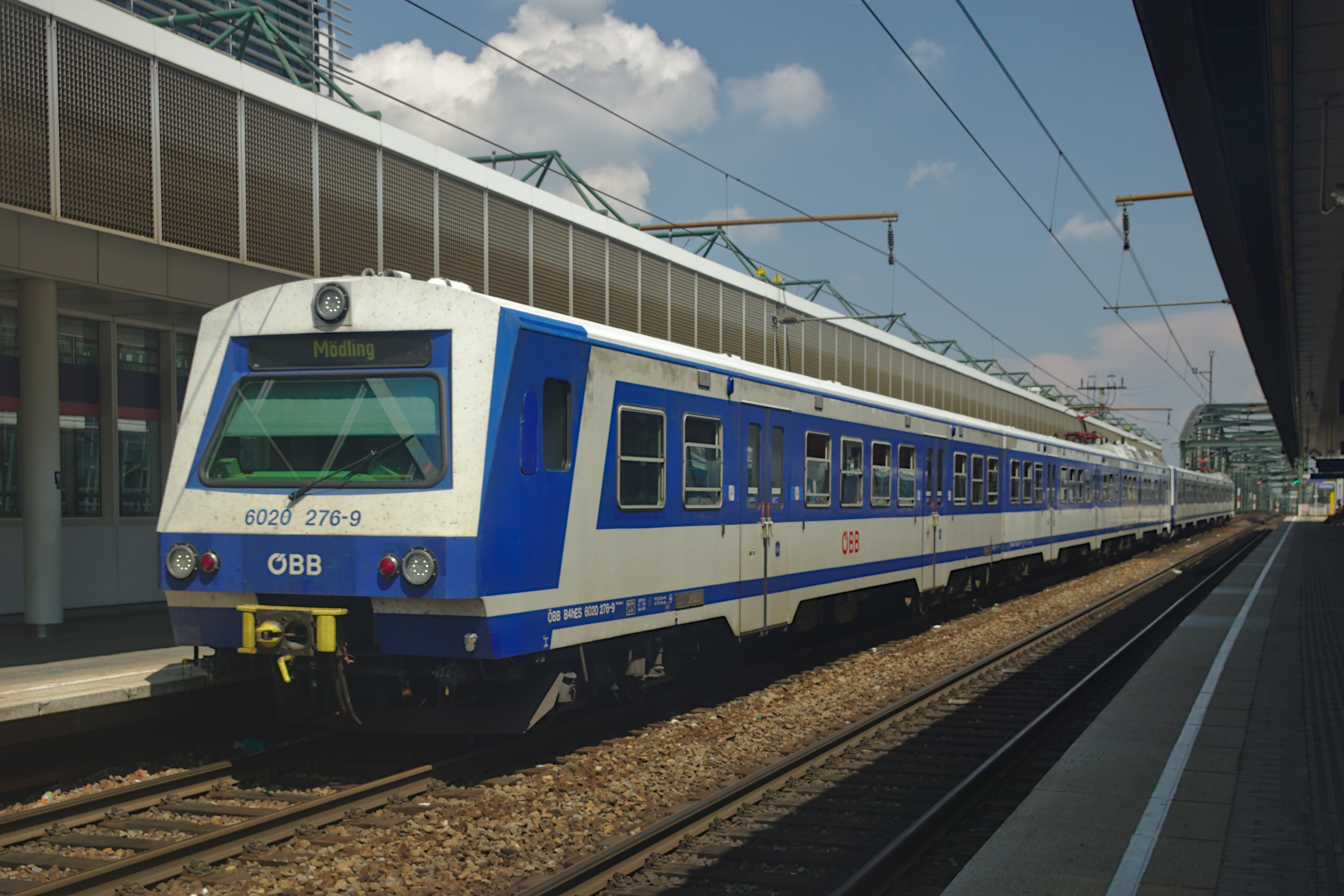
6020 276 im aktuellen Zustand mit LED-Scheinwerfern

Ab Ende 2002 wurden alle Garnituren auch mit einer Notbremsüberbrückung (Nahverkehrs-NBÜ) ausgestattet und dabei in die Reihe 4020.2 umgezeichnet (Die Ordnungsnummern wurden um 200 angehoben).
Um den Wartungsaufwand zu minimieren einerseits und die Sichtverhältnisse für den Triebfahrzeugführer zu verbessern andererseits, erfolgte in den Jahren 2014 bis 2015 eine Ausstattung der Züge mit LED-Scheinwerfern.
Im Jahre 2016 wurden aufgrund von Auflagen für den zugbegleiterlosen Betrieb die ursprünglichen Türgriffe durch andere ersetzt und elektronische Türfühlerkanten nachgerüstet. In diesem Zusammenhang wurde auch eine optische und akustische Türschließwarnung eingebaut, die bei jedem Öffnungs- und Schließvorgang aktiv ist. Der zuvor verwendete Warnton, der das Zwangschließen aller Türen ankündigt, wurde aber beibehalten.
Zur Erhöhung der Sicherheit wurde im Jahr 2023 der Zwischenwagen der Garnitur 4020 310 (7020 310) umgebaut, dieser erhielt versuchsweise Innen- sowie Außenkameras. Laut Innenaufklebern erfolgt dies aus wissenschaftlichen Zwecken.
Im September 2023 wurde die Einheit 4020 242 aus Anlass des 100-jährigen Jubiläums des Unternehmens ÖBB zu einem Discozug umgebaut. Hierbei wurden im 7020 die Sitze entfernt und während der Sonderfahrten Disco-Equipment, Discokugeln usw. angebracht.

## Technik

### Laufwerk und Bremse

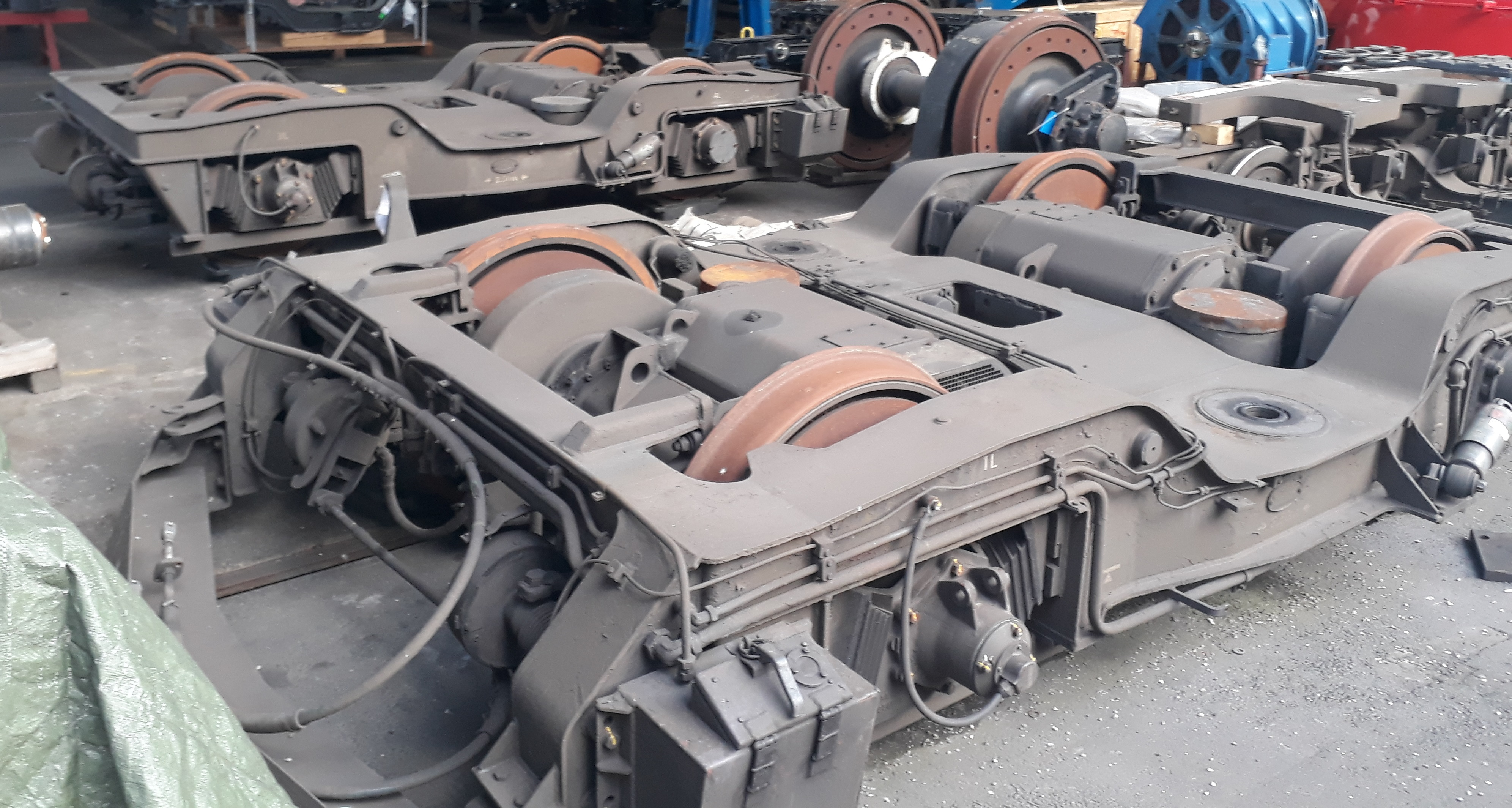
Ausgebaute Triebdrehgestelle mit Fahrmotoren. Die Luftfederbälge wurden abgebaut.

Für die Einheiten wurden völlig neue Drehgestelle entwickelt. Die Triebdrehgestelle besitzen einen geschlossenen Rahmen. Die Übertragung der Brems- und Zugkräfte geschieht durch einen gummigelagerten Drehzapfen. Die Rahmen der Laufdrehgestelle sind sie als offene H-Rahmen ausgebildet, zur Kraftübertragung wird ein Zugkraftlenker verwendet. Die Treibradsätze werden über Radscheibenbremsen abgebremst. An den Treibradsätzen sind zusätzlich noch Klotzbremsen vorhanden, welche seit der Hauptausbesserung 1993 nur als Schleuderschutzbremsen verwendet werden. Die Laufradsätze sind mit je zwei Wellenscheibenbremsen ausgerüstet. Ergänzend zur mechanischen Bremse besitzen die Triebwagen noch eine fremderregte, thyristorgesteuerte elektrodynamische Hochleistungswiderstandsbremse, die Betätigung erfolgt ergänzend mit der Druckluftbremse, wobei die Bremssteuerung vorrangig auf die Elektrodynamische Bremse zugreift. Die dabei anfallende Bremsenergie wird in den am Dach angeordneten fahrtwindgekühlten Bremswiderständen in Wärme umgewandelt.
Die Abfederung der Drehgestelle zu den Radsätzen erfolgt über Gummielemente, der Wagenkasten stützt sich über Luftfederbälge auf den Drehgestellen ab. Dabei übernehmen die Luftfederbälge alle Längs- und Querkräfte und sorgen für eine gleichbleibende Fußbodenhöhe unabhängig von der Belastung der Wagen. Gleichzeitig wird der Luftdruck der Bälge zur Vorsteuerung der lastabhängigen Bremse verwendet. Als Bremsanlage kommt eine Universal-Triebwagenbremse der Bauart Oerlikon zur Anwendung. Bei ihr handelt es sich um eine Hochleistungsbremse mit automatischer Lastabbremsung. Die Steuerventile dieser Bauart besitzen keinen Steuerbehälter, stattdessen dient eine auf 4,85 bar vorgespannte Feder als Referenz. Gemeinsam mit dem Führerbremsventil FVE 751 sind sie auch für eine direkt gesteuerte Elektropneumatische Bremse ausgerüstet. Im Regelfall erfolgt die Steuerung der pneumatischen Bremse, daher über die drei ep-Steuerleitungen, dabei wird zuerst die Druckluftbremse des Steuer- und Zwischenwagens angesteuert. Reicht diese nicht aus, wird auch die Druckluftbremse des Triebwagens angeleget. Über eine Sicherheitsschleife wird die Funktion der ep-Bremse ständig überwacht. Fällt diese aus erfolgt sofort eine entsprechende Druckabsenkung in der Hauptluftleitung, die elektrodynamische Bremse wird dann jedoch aufgrund der Überbremsungsgefahr unterdrückt. Jedes Drehgestell besitzt vier Bremszylinder mit einer Größe von 10 Zoll für die Scheibenbremsen. Die Triebdrehgestelle besitzen zusätzlich noch vier Bremszylinder mit 8 Zoll für die Betätigung der Zusatzklotzbremse. Alle Radsätze besitzen eine seit der Hauptausbesserung achsselektive (zuvor drehgestellselektive) elektronische Gleitschutzregelung. Sämtliche Drucklufteinrichtungen sind auf den jeweiligen Fahrzeugen zentral auf einem Druckluftgerüst untergebracht.

### Elektrische Ausrüstung
Jeder Triebwagen ist mit einer kontaktlosen Thyristorsteuerung ausgerüstet, die Einstellung der Brems- und Zugkraft wird stufenlos geregelt. Durch die Fahrzeugsteuerung ergibt sich ein ruckfreies Beschleunigen und Bremsen. Dadurch und dank weiterer Neuerungen, wie einer automatischen Fahr- und Bremssteuerung (AFB) mit Anfahrautomatik, kann sich der Lokführer mehr der Streckenbeobachtung widmen und erfährt Arbeitserleichterungen gegenüber älteren Fahrzeugsteuerungen. Übliche Schaltvorgänge werden vermieden, der Stromrichter besteht aus einer gelöschten und einer ungelöschten Brücke. Die Steuerelektronik, die von der AEG zugeliefert wurde, befindet sich im Führerstand des Triebwagens.
Angetrieben wird der Triebwagen von vier Mischstromfahrmotoren mit einer Leistung von je 300 kW. Dadurch wird eine Anfahrzugkraft von 117 kN erreicht. Die elektrodynamische Bremse erreicht eine Bremskraft von 100 kN. Die Fahrmotoren sind in Tatzlagerbauweise im Drehgestellrahmen untergebracht, sie stützen sich über Gummischichtfedern auf ihm ab. Belüftet werden die Motoren durch eine kombinierte Eigen- und Fremdbelüftung. Der Antrieb erfolgt einseitig über ein schrägverzahntes gefedertes Großrad.
Am Triebwagen sind über dem hinteren Drehgestell zwei Halbscherenstromabnehmer Bauart VI und einen Druckluftschnellschalter als Hauptschalter angeordnet, weiters befindet sich dort der Primärspannungswandler und der Überspannungsableiter. In den Jahren 1994 bis 1997 wurde im Zuge des Einbaus einer Parkschaltung, die es ermöglicht, den Führerstand ohne Senken des Stromabnehmers zu wechseln, der zweite Halbscherenstromabnehmer entfernt. Auf dem Dach sind weiterhin die Lüfter für den Transformator und die Fahrmotoren sowie die Bremswiderstände für die elektrische Widerstandsbremse untergebracht. Die anderen Teile der elektrischen Ausrüstung sind unter dem Wagenboden zwischen den Drehgestellen platziert. Es handelt sich um den Transformator mit den Ölkühlern, die Gleichrichterbrücken des Stromrichters mit den jeweiligen Lüftern, der Batterie- und Gerätekasten, Ladegerät, Luftverdichter und deren Luftbehälter.
Die Zwischen- und Steuerwagen werden über eine Zugsammelschiene mit Energie für Heizung und Batterieladung versorgt, zusätzlich gibt es auch eine Batteriesammelschiene für die sichere Versorgung der ep-Bremse. Die Steuerbefehle werden innerhalb der Garnitur über Vielfachkabeln übertragen, zwischen vielfachgesteuerten Triebzügen über die elektrischen Kontakte an der Scharfenbergkupplung. Über diese ist es möglich bis zu vier Triebwagen von einem Führerstand aus zu steuern.

## Einsatz

### Aktueller Einsatz
Heutzutage ist der Einsatz der Triebwagen überschaubar. Sie sind hauptsächlich im Verkehrsverbund-Ostregion (Wien, Niederösterreich und Burgenland) auf der Wiener Schnellbahn unterwegs.
Ihr Anteil in diesem Netz trägt mittlerweile nur noch zu einem geringen Teil der insgesamt verkehrenden Züge bei, vor allem als Ersatzgarnituren oder Verstärkerzüge sind die Triebwagen jedoch immer noch unverzichtbar.
Planmäßig erfolgt ein Einsatz der Triebwagen nur im Nahverkehr. Mit Fahrplanwechsel im Dezember 2023 erfolgte eine Neuplanung der Umläufe dieser Reihe. Die zuvor nur neun Umlauftage umfassende und auf wenige Linien konzertierte Planung, die einen recht hohen Anteil an außerplanmäßigen Einsätzen bewirkte, wurde aufgegeben. Der neue Umlaufplan erfordert täglich 28 Garnituren und bezieht nahezu alle Schnellbahnlinien, deren Fahrzeuge von Floridsdorf aus gestellt werden, mit ein. Auch auf einigen Regionalzug- und Regionalexpress-Verbindungen verkehren planmäßig wieder Triebwagen der Reihe 4020.
Bei Fahrzeugmangel werden alle im Stand befindlichen und verfügbaren Garnituren eingesetzt.

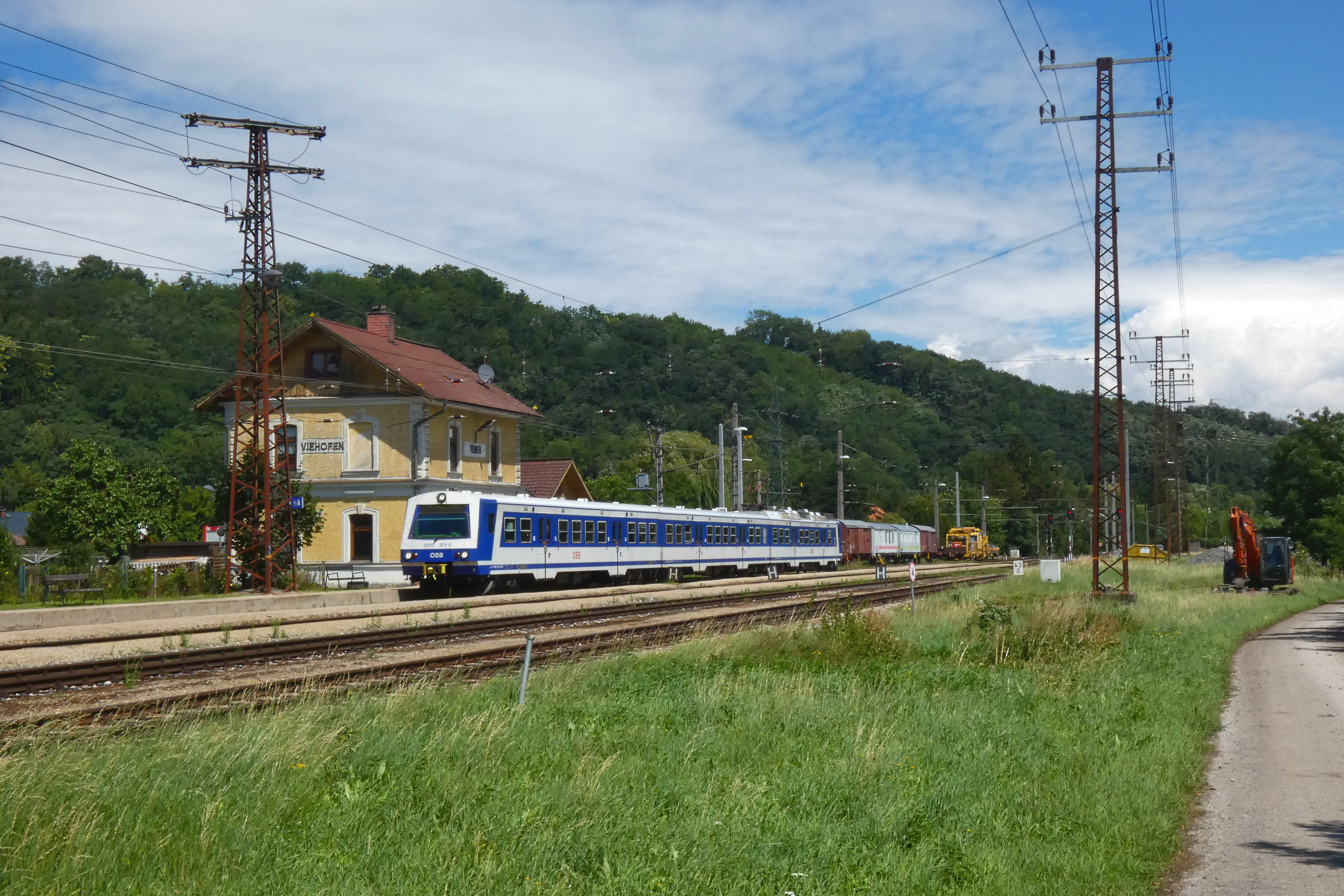
4020 301 als Einzeltraktion auf der S40 nach St. Pölten Hbf im Bahnhof Viehofen.

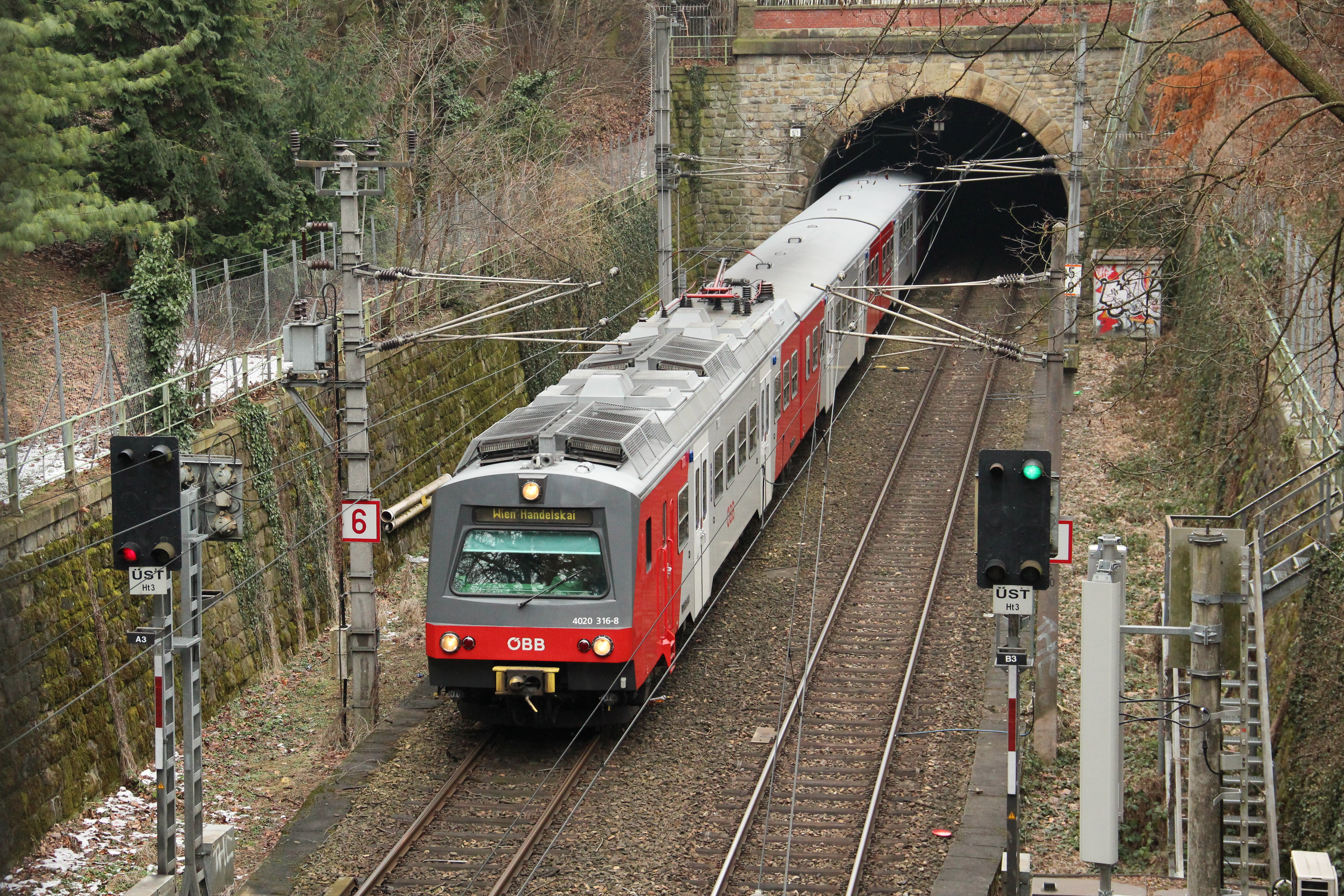
4020 316 im rot-grauen „Schrägdesign“ im Türkenschanzpark auf der Wiener Vorortelinie

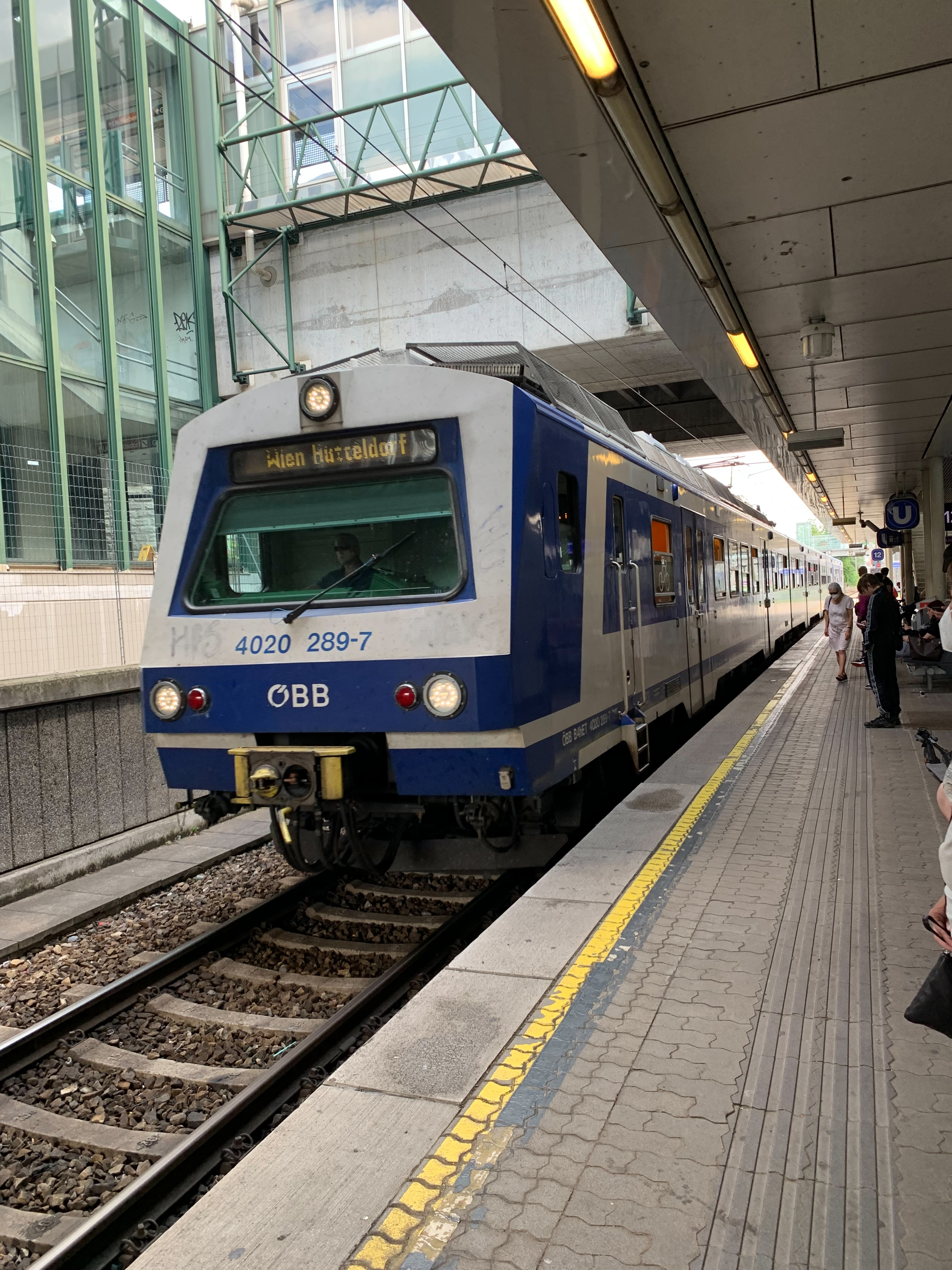
4020 289 als S45 in Wien Handelskai

### Ehemalige Einsatzgebiete

#### Vorarlberg, Tirol, Oberösterreich
- Arlbergbahn zwischen Innsbruck Hauptbahnhof und Ötztal bzw. Landeck
- Bahnstrecke Lindau–Bludenz sowie deren Zweigstrecken nach St. Margrethen und nach Buchs SG (Ende 1984 bis 2006)
- Brennerbahn zwischen Innsbruck Hauptbahnhof und Brenner/Brennero
- Karwendelbahn zwischen Innsbruck Hauptbahnhof und Garmisch-Partenkirchen
- Rudolfsbahn bzw. Ennstalbahn zwischen Amstetten und Kleinreifling bzw. Liezen/Selzthal
- Summerauer Bahn zwischen Linz Hauptbahnhof und Summerau
- Unterinntalbahn zwischen Innsbruck Hauptbahnhof und Kufstein

Auf diesen Strecken sind die Einheiten der Reihe 4020 von Garnituren der Reihen 4023/4024 oder Wendezügen sowie von Einheiten der Reihen 4744, 4746 und 4748 abgelöst worden.
Von Mai 2018 bis zum Fahrplanwechsel auf den Winterfahrplan 2020 gab es auch auf der Ostbahn wieder planmäßige Einsätze als Regionalzüge nach Hegyeshalom. Diese wurden danach von Talent-Triebwagen der MÁV übernommen.

## Ausmusterung
Der Triebwagen 4020 065 wurde nach einem Unfall in Sierndorf (Nordwestbahn) am 3. November 2002 abgestellt und im darauffolgenden Jahr verschrottet.

### Erste Ausmusterungswelle (2016–2019)
Im Jänner 2016 wurden erstmals zwei Garnituren (4020 218 und 223) ohne weitere Vorfälle abgestellt, da sie durch Einheiten der Reihe 4746 ersetzt wurden. Seit der Serieninbetriebnahme der Reihe 4746 wurden nun laufend in Tranchen Einheiten abgestellt und durch Einheiten der Reihe 4746 ersetzt.
Seit Frühling 2019 wurden die schon seit längerer Zeit abgestellten Garnituren in Wien-Jedlersdorf verschrottet. Laufend wurden ausgemusterte Garnituren nach Wien-Jedlersdorf überstellt und in Folge verschrottet. Die erste war die blau/rote Mischgarnitur 4020 252/7020 315/6020 315, die zweite Garnitur 4020 269, weitere Garnituren folgten.

### Reaktivierungen (2019–2020)
Aufgrund von Problemen mit den neu in Betrieb genommenen Zügen der Reihe 4746 und der Vermietung von mehreren Garnituren an die deutsche ODEG sowie Triebwagenmangel wurden seit 2019 mehrere bereits abgestellte Einheiten der Reihe 4020 reaktiviert. Den Anfang machte der 4020 228, gefolgt von den 4020 240 und 207. Weitere Garnituren folgten, da aufgrund des Ausbaus des Nahverkehrs mehr Garnituren benötigt wurden. Diese Reaktivierungen der Triebwagen endete jedoch Anfang 2020.

### Zweite Ausmusterungswelle (2020–2023)
Ab dem Fahrplanwechsel am 13. Dezember 2020 wurden zahlreiche Einheiten abgestellt und teilweise verschrottet. Grund für die Abstellung war einerseits die Neuanschaffung von Triebzügen der Reihe 4746. Ein weiterer Grund war das Ende der Zulassung von Triebfahrzeugen ohne Fahrzeugeinrichtungen der PZB90 mit 1. Jänner 2022. Da einige Triebwagen (wie in der Infobox zu erkennen) nicht mit diesen Fahrzeuggeräten ausgestattet sind, werden sie infolgedessen ausgemustert.
Am 9. Jänner 2021 hatte die Einheit 4020 207 ihren letzten Einsatz. Rund zwei Monate später folgten die 4020 250 und 256. Im gleichen Monat, am 31. März, wurden fünf weitere Garnituren abgestellt. Es handelte sich um die Garnituren 4020 212, 215, 221, 232 und 280. Am 19. April 2021 wurde der 4020 264 abgestellt.

Am 1. Mai 2021 hatten die 4020 238 und 240 als letzten Exemplare mit grüner Wandverkleidung ihren letzten Einsatz im Fahrgastbetrieb. Im gleichen Monat wurden die drei Triebwagen 4020 295, 253 und 290 abgestellt, am 2. Juni vom 4020 274 gefolgt. Am 9. Juli 2021 wurde die Einheit 4020 260 ausgeschieden. Trotz eines mittlerweile spürbaren Triebfahrzeugmangels wurde am 3. August 2021 die Einheit 4020 255 (der zu dem Zeitpunkt zweitälteste 4020) und zwei Tage darauf der 4020 275 ausgemustert. Kurz vor dem Fahrplanwechsel im Dezember 2021 wurde, nachdem der 130. Triebwagen der Reihe 4746 die Zulassung für den Einsatz im Personenverkehr erhalten hatte, die Einheit 4020 273 abgestellt. Am 15. November 2022 waren noch 35 der ursprünglichen 120 Einheiten aktiv im Betrieb. Der älteste noch im Einsatz stehende war zu diesem Zeitpunkt die 1981 in Betrieb genommene Einheit 4020 242. Mit dem Fahrplanwechsel im Dezember 2022 wurde der 4020 301 abgestellt. Im April 2023 wurden zahlreiche in Wien-Jedlersdorf und Floridsdorf abgestellte Garnituren nach Rumänien zur Verschrottung überführt.

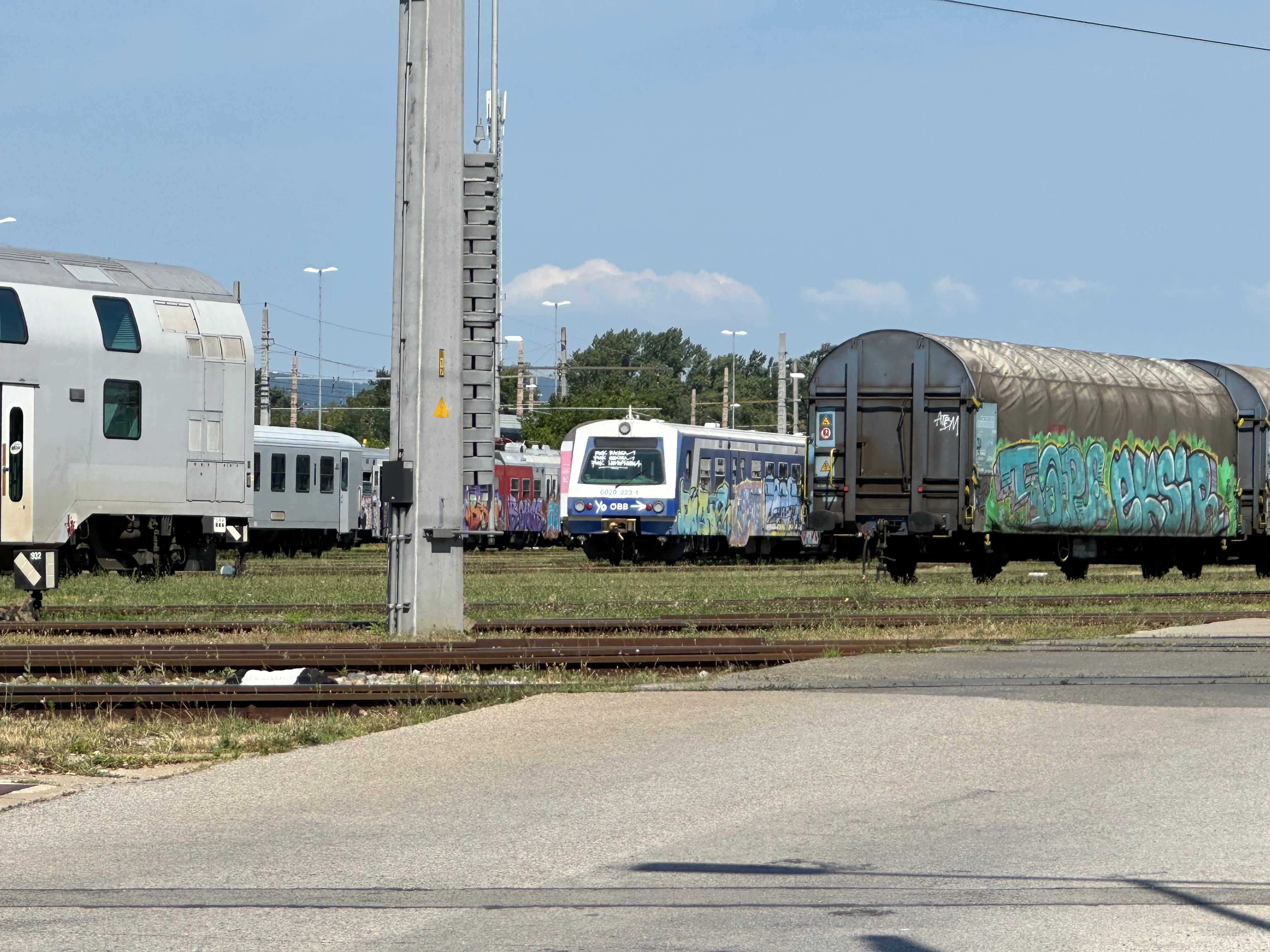
ÖBB 4020-223 in Wien-Jedlersdorf als Ersatzteilspender abgestellt

Einige Garnituren sind aktuell in Wien Jedlersdorf abgestellt.
Nachdem die Garnitur 4020 242 zu einem Discozug umgebaut wurde und somit nicht mehr im Nahverkehr eingesetzt wird, ist diese abgestellt worden, jedoch ist diese weiterhin als Discozug im Bestand. Endgültig abgestellt wurden im Jahr 2023 die Garnituren 4020 287, 298 und 317. Somit sind im Jahr 2024 noch 29 Einheiten im Fahrgastbetrieb.
Ein Ende des Einsatzes war zuletzt auf 2027 datiert worden, die Zulassung läuft mittlerweile bis 2030.